# SAMCEF
SAMCEF (Système pour l'Analyse des Milieux Continus par Eléments Finis) est un progiciel de calcul de structure par éléments finis.
Le développement de SAMCEF a débuté en 1965 au sein du Laboratoire des Techniques aéronautiques et spatiales de l'Université de Liège. Il est développé, maintenu et commercialisé depuis 1986 par la société SAMTECH basée en Belgique.
En 2011, SAMTECH S.A. a été acquis par LMS.
En 2013, LMS a été acquis par Siemens PLM.
Depuis ce temps SAMCEF fait partie de la suite Simcenter de simulation numérique de Siemens.

## Modules
SAMCEF est constitué d'une interface graphique et de différents modules de calculs, chacun étant dédié à un type d'analyse particulier :
- SAMCEF Field : l'interface homme-machine (IHM) à partir duquel les utilisateurs construisent leurs modèles. Les données y sont définies directement sur la géométrie CAO indépendamment de tout maillage (même si elles peuvent également être définies sur un maillage). SAMCEF Field gère l'ensemble des modules de calcul décrits ci-après, ce qui facilite grandement la tâche des utilisateurs qui ne doivent ainsi apprendre à utiliser qu'une seule interface pour investiguer les différents aspects de leurs designs.

- SAMCEF Linear : comme son nom l'indique, ce module est dédié aux différentes analyses linéaires, ce qui inclut l'analyse statique linéaire (SAMCEF Asef), l'analyse modale (SAMCEF Dynam), la réponse harmonique (SAMCEF Repdyn), la stabilité en flambement (SAMCEF Stabi) et la réponse aux vibrations aléatoires (SAMCEF Spectral).

- SAMCEF Mecano : le module d'analyse non linéaire statique et dynamique (formulation implicite) avec une fonctionnalité unique en son genre : la possibilité de définir des éléments de simulation multi corps (MBS) dans les modèles éléments finis. Ces éléments sont principalement des joints cinématiques tels que des charnières, des glissières rigides et flexibles...

- SAMCEF Thermal : le module d'analyse thermique linéaire et non-linéaire, permettant la prise en compte des effets de conduction, de convection et de rayonnement, ainsi qu'éventuellement les phénomènes d'ablation thermique (SAMCEF Amaryllis).

- BOSS Quattro : un logiciel de gestion d'applications paramétrées et d'optimisation multidisciplinaire.

Les modules de calcul de SAMCEF servent également de base à d'autres produits appelés "solutions professionnelles". Ces produits sont dédiés à des industries spécifiques et contiennent des possibilités de mise en données particulières à ces applications. Parmi ces solutions professionnelles, on peut citer :
- S4WT (SAMCEF For Wind Turbines) : pour le design des éoliennes et le calcul basique et avancé des charges s'exerçant sur ses différents composants.
- S4PL&S (SAMCEF For Power Lines and Substations) : pour le design des lignes à haute tension et des sous-stations, prenant en compte les effets des variations de température, du gel, du vent et des courts-circuits.
- S4R (SAMCEF For Rotors) : pour le calcul de la dynamique des machines tournantes, incluant le calcul des [vitesses critiques], le tracé des diagrammes de Campbell, la réponse à balourds ainsi que les effets transitoires dus par exemple à une perte d'aube ou au démarrage d'une turbine.